# Golden Globe per il miglior regista
Il Golden Globe per il miglior regista viene assegnato al miglior regista cinematografico dalla HFPA (Hollywood Foreign Press Association)

## Vincitori e candidati
L'elenco mostra il vincitore di ogni anno, seguito dai registi che hanno ricevuto una candidatura. Per ogni regista viene indicato il film che gli è valso la candidatura (titolo italiano e titolo originale tra parentesi).

### 1940
- 1944
  - Henry King - Bernadette (The Song of Bernadette)
- 1945
  - Leo McCarey - La mia via (Going My Way)
- 1946
  - Billy Wilder - Giorni perduti (The Lost Weekend)
- 1947
  - Frank Capra - La vita è meravigliosa (It's a Wonderful Life)
- 1948
  - Elia Kazan - Barriera invisibile (Gentleman's Agreement)
- 1949
  - John Huston - Il tesoro della Sierra Madre (The Treasure of the Sierra Madre)

### 1950
- 1950
  - Robert Rossen - Tutti gli uomini del re (All the King's Men)
- 1951
  - Billy Wilder - Viale del tramonto (Sunset Blvd.)
  - Joseph L. Mankiewicz - Eva contro Eva (All about Eve)
  - John Huston - Giungla d'asfalto (The Asphalt Jungle)
  - George Cukor - Nata ieri (Born Yesterday)
- 1952
  - László Benedek - Morte di un commesso viaggiatore (Death of a Salesman)
  - Vincente Minnelli - Un americano a Parigi (An American in Paris)
  - George Stevens - Un posto al sole (A Place in the Sun)
- 1953
  - Cecil B. DeMille - Il più grande spettacolo del mondo (The Greatest Show on Earth)
  - Richard Fleischer - Tempo felice (The Happy Time)
  - John Ford - Un uomo tranquillo (The Quiet Man)
- 1954
  - Fred Zinnemann - Da qui all'eternità (From Here to Eternity)
- 1955
  - Elia Kazan - Fronte del porto (On the Waterfront)
- 1956
  - Joshua Logan - Picnic
- 1957
  - Elia Kazan - Baby Doll - La bambola viva (Baby Doll)
  - Michael Anderson - Il giro del mondo in 80 giorni (Around the World in 80 Days)
  - George Stevens - Il gigante (Giant)
  - Vincente Minnelli - Brama di vivere (Lust for Life)
  - King Vidor - Guerra e pace (War and Peace)
- 1958
  - David Lean - Il ponte sul fiume Kwai (The Bridge on the River Kwai)
  - Sidney Lumet - La parola ai giurati (Twelve Angry Men)
  - Fred Zinnemann - Un cappello pieno di pioggia (A Hatful of Rain)
  - Joshua Logan - Sayonara
  - Billy Wilder - Testimone d'accusa (Witness for the Prosecution)
- 1959
  - Vincente Minnelli - Gigi
  - Richard Brooks - La gatta sul tetto che scotta (Cat on a Hot Tin Roof)
  - Stanley Kramer - La parete di fango (The Defiant Ones)
  - Robert Wise - Non voglio morire (I Want to Live!)
  - Delbert Mann - Tavole separate (Separate Tables)

### 1960
- 1960
  - William Wyler - Ben-Hur
  - Otto Preminger - Anatomia di un omicidio (Anatomy of a Murder)
  - George Stevens - Il diario di Anna Frank (The Diary of Anne Frank)
  - Fred Zinnemann - La storia di una monaca (The Nun's Story)
  - Stanley Kramer - L'ultima spiaggia (On the Beach)
- 1961
  - Jack Cardiff - Figli e amanti (Sons and Lovers)
  - Billy Wilder - L'appartamento (The Apartment)
  - Richard Brooks - Il figlio di Giuda (Elmer Gantry)
  - Stanley Kubrick - Spartacus
  - Fred Zinnemann - I nomadi (The Sundowners)
- 1962
  - Stanley Kramer - Vincitori e vinti (Judgment at Nuremberg)
  - William Wyler - Quelle due (The Children's Hour)
  - Anthony Mann - El Cid
  - Jack Lee Thompson - I cannoni di Navarone (The Guns of Navarone)
  - Jerome Robbins e Robert Wise - West Side Story
- 1963
  - David Lean - Lawrence d'Arabia (Lawrence of Arabia)
  - George Cukor - Sessualità (The Chapman Report)
  - Blake Edwards - I giorni del vino e delle rose (Days of Wine and Roses)
  - John Huston - Freud - Passioni segrete (Freud)
  - Mervyn LeRoy - La donna che inventò lo strip-tease (Gypsy)
  - Martin Ritt - Le avventure di un giovane (Hemingway's Adventures of a Young Man)
  - Ismael Rodríguez - I fratelli di ferro (Los hermanos del hierro)
  - Stanley Kubrick - Lolita
  - John Frankenheimer - Va' e uccidi (The Manchurian Candidate)
  - Morton DaCosta - Capobanda (The Music Man)
  - Robert Mulligan - Il buio oltre la siepe (To Kill a Mockingbird)
- 1964
  - Elia Kazan - Il ribelle dell'Anatolia (America, America)
  - Otto Preminger - Il cardinale (The Cardinal)
  - Hall Bartlett - Donne inquiete (The Caretakers)
  - Joseph L. Mankiewicz - Cleopatra
  - Robert Wise - Gli invasati (The Haunting)
  - Martin Ritt - Hud il selvaggio (Hud)
  - Tony Richardson - Tom Jones
  - George Englund - Missione in Oriente (The Ugly American)
- 1965
  - George Cukor - My Fair Lady
  - Michael Cacoyannis - Zorba il greco (Alexis Zorbas)
  - Peter Glenville - Becket e il suo re (Becket)
  - John Huston - La notte dell'iguana (The Night of the Iguana)
  - John Frankenheimer - Sette giorni a maggio (Seven Days in May)
- 1966
  - David Lean - Il dottor Zivago (Doctor Zhivago)
  - William Wyler - Il collezionista (The Collector)
  - John Schlesinger - Darling
  - Guy Green - Incontro al Central Park (A Patch of Blue)
  - Robert Wise - Tutti insieme appassionatamente (The Sound of Music)
- 1967
  - Fred Zinnemann - Un uomo per tutte le stagioni (A Man for All Seasons)
  - Lewis Gilbert - Alfie
  - Robert Wise - Quelli della San Pablo (The Sand Pebbles)
  - Claude Lelouch - Un uomo una donna (Un homme et une femme)
  - Mike Nichols - Chi ha paura di Virginia Woolf? (Who's Afraid of Virginia Woolf?)
- 1968
  - Mike Nichols - Il laureato (The Graduate)
  - Arthur Penn - Gangster Story (Bonnie and Clyde)
  - Mark Rydell - La volpe (The Fox)
  - Stanley Kramer - Indovina chi viene a cena? (Guess Who's Coming to Dinner)
  - Norman Jewison - La calda notte dell'ispettore Tibbs (In the Heat of the Night)
- 1969
  - Paul Newman - La prima volta di Jennifer (Rachel, Rachel)
  - William Wyler - Funny Girl
  - Anthony Harvey - Il leone d'inverno (The Lion in Winter)
  - Carol Reed - Oliver!
  - Franco Zeffirelli - Romeo e Giulietta

### 1970
- 1970
  - Charles Jarrott - Anna dei mille giorni (Anne of the Thousand Days)
  - Gene Kelly - Hello, Dolly!
  - John Schlesinger - Un uomo da marciapiede (Midnight Cowboy)
  - Stanley Kramer - Il segreto di Santa Vittoria (The Secret of Santa Vittoria)
  - Sydney Pollack - Non si uccidono così anche i cavalli? (They Shoot Horses, Don't They?)
- 1971
  - Arthur Hiller - Love Story
  - Bob Rafelson - Cinque pezzi facili (Five Easy Pieces)
  - Robert Altman - M*A*S*H
  - Franklin J. Schaffner - Patton, generale d'acciaio (Patton)
  - Ken Russell - Donne in amore (Women in love)
- 1972
  - William Friedkin - Il braccio violento della legge (The French Connection)
  - Stanley Kubrick - Arancia meccanica (A Clockwork Orange)
  - Norman Jewison - Il violinista sul tetto (Fiddler on the Roof)
  - Peter Bogdanovich - L'ultimo spettacolo (The Last Picture Show)
  - Robert Mulligan - Quell'estate del '42 (Summer of '42)
- 1973
  - Francis Ford Coppola - Il padrino (The Godfather)
  - Billy Wilder - Che cosa è successo tra mio padre e tua madre? (Avanti!)
  - Bob Fosse - Cabaret
  - John Boorman - Un tranquillo weekend di paura (Deliverance)
  - Alfred Hitchcock - Frenzy
- 1974
  - William Friedkin - L'esorcista (The Exorcist)
  - George Lucas - American Graffiti
  - Fred Zinnemann - Il giorno dello sciacallo (The Day of the Jackal)
  - Peter Bogdanovich - Paper Moon - Luna di carta (Paper Moon)
  - Bernardo Bertolucci - Ultimo tango a Parigi
- 1975
  - Roman Polański - Chinatown
  - Francis Ford Coppola - Il padrino - Parte II (The Godfather: Part II)
  - Francis Ford Coppola - La conversazione (The Conversation)
  - Bob Fosse - Lenny
  - John Cassavetes - Una moglie (A Woman Under the Influence)
- 1976
  - Miloš Forman - Qualcuno volò sul nido del cuculo (One Flew over the Cuckoo's Nest)
  - Stanley Kubrick - Barry Lyndon
  - Sidney Lumet - Quel pomeriggio di un giorno da cani (Dog Day Afternoon)
  - Steven Spielberg - Lo squalo (Jaws)
  - Robert Altman - Nashville
- 1977
  - Sidney Lumet - Quinto potere (Network)
  - Alan J. Pakula - Tutti gli uomini del Presidente (All the President's Men)
  - Hal Ashby - Questa terra è la mia terra (Bound for Glory)
  - John Schlesinger - Il maratoneta (Marathon Man)
  - John G. Avildsen - Rocky
- 1978
  - Herbert Ross - Due vite, una svolta (The Turning Point)
  - Woody Allen - Io e Annie (Annie Hall)
  - Steven Spielberg - Incontri ravvicinati del terzo tipo (Close Encounters of the Third Kind)
  - Fred Zinnemann - Giulia (Julia)
  - George Lucas - Guerre stellari (Star Wars)
- 1979
  - Michael Cimino - Il cacciatore (The Deer Hunter)
  - Hal Ashby - Tornando a casa (Coming Home)
  - Terrence Malick - I giorni del cielo (Days of Heaven)
  - Woody Allen - Interiors
  - Alan Parker - Fuga di mezzanotte (Midnight Express)
  - Paul Mazursky - Una donna tutta sola (An Unmarried Woman)

### 1980
- 1980
  - Francis Ford Coppola - Apocalypse Now
  - Hal Ashby - Oltre il giardino (Being There)
  - Peter Yates - All American Boys (Breaking Away)
  - James Bridges - Sindrome cinese (The China Syndrome)
  - Robert Benton - Kramer contro Kramer (Kramer vs. Kramer)
- 1981
  - Robert Redford - Gente comune (Ordinary People)
  - David Lynch - The Elephant Man
  - Martin Scorsese - Toro scatenato (Raging Bull)
  - Richard Rush - Professione pericolo (The Stunt Man)
  - Roman Polański - Tess
- 1982
  - Warren Beatty - Reds
  - Louis Malle - Atlantic City, U.S.A. (Atlantic City)
  - Mark Rydell - Sul lago dorato (On Golden Pond)
  - Sidney Lumet - Il principe della città (Prince of the City)
  - Miloš Forman - Ragtime
  - Steven Spielberg - I predatori dell'arca perduta (Raiders of the Lost Ark)
- 1983
  - Richard Attenborough - Gandhi
  - Steven Spielberg - E.T. l'extra-terrestre (E.T. the Extra-Terrestrial)
  - Costa-Gavras - Missing - Scomparso (Missing)
  - Sydney Pollack - Tootsie
  - Sidney Lumet - Il verdetto (The Verdict)
- 1984
  - Barbra Streisand - Yentl
  - Peter Yates - Il servo di scena (The Dresser)
  - Ingmar Bergman - Fanny e Alexander (Fanny och Alexander)
  - Mike Nichols - Silkwood
  - Bruce Beresford - Tender Mercies - Un tenero ringraziamento (Tender Mercies)
  - James L. Brooks - Voglia di tenerezza (Terms of Endearment)
- 1985
  - Miloš Forman - Amadeus
  - Francis Ford Coppola - Cotton Club (The Cotton Club)
  - Roland Joffé - Urla del silenzio (The Killing Fields)
  - Sergio Leone - C'era una volta in America (Once Upon a Time in America)
  - David Lean - Passaggio in India (A Passage to India)
- 1986
  - John Huston - L'onore dei Prizzi (Prizzi's Honor)
  - Héctor Babenco - Il bacio della donna ragno (Kiss of the Spider Woman)
  - Steven Spielberg - Il colore viola (The Color Purple)
  - Sydney Pollack - La mia Africa (Out of Africa)
  - Peter Weir - Witness - Il testimone (Witness)
- 1987
  - Oliver Stone - Platoon
  - Woody Allen - Hannah e le sue sorelle (Hannah and Her Sisters)
  - Roland Joffé - Mission (The Mission)
  - James Ivory - Camera con vista (A Room with a View)
  - Rob Reiner - Stand by Me - Ricordo di un'estate (Stand by Me)
- 1988
  - Bernardo Bertolucci - L'ultimo imperatore (The Last Emperor)
  - James L. Brooks - Dentro la notizia - Broadcast News (Broadcast News)
  - Richard Attenborough - Grido di libertà (Cry Freedom)
  - Adrian Lyne - Attrazione fatale (Fatal Attraction)
  - John Boorman - Anni '40 (Hope and Glory)
- 1989
  - Clint Eastwood - Bird
  - Fred Schepisi - Un grido nella notte (A Cry in the Dark)
  - Alan Parker - Mississippi Burning - Le radici dell'odio (Mississippi Burning)
  - Barry Levinson - Rain man - L'uomo della pioggia (Rain Man)
  - Sidney Lumet - Vivere in fuga (Running on Empty)
  - Mike Nichols - Una donna in carriera (Working Girl)

### 1990
- 1990
  - Oliver Stone - Nato il quattro luglio (Born on the Fourth of July)
  - Peter Weir - L'attimo fuggente (Dead Poets Society)
  - Spike Lee - Fa' la cosa giusta (Do the Right Thing)
  - Edward Zwick - Glory - Uomini di gloria (Glory)
  - Rob Reiner - Harry, ti presento Sally... (When Harry Met Sally…)
- 1991
  - Kevin Costner - Balla coi lupi (Dances with Wolves)
  - Francis Ford Coppola - Il padrino - Parte III (The Godfather: Part III)
  - Martin Scorsese - Quei bravi ragazzi (Goodfellas)
  - Barbet Schroeder - Il mistero Von Bulow (Reversal of Fortune)
  - Bernardo Bertolucci - Il tè nel deserto (The Sheltering Sky)
- 1992
  - Oliver Stone - JFK - Un caso ancora aperto (JFK)
  - Barry Levinson - Bugsy
  - Terry Gilliam - La leggenda del re pescatore (The Fisher King)
  - Barbra Streisand - Il principe delle maree (The Prince of Tides)
  - Jonathan Demme - Il silenzio degli innocenti (The Silence of the Lambs)
- 1993
  - Clint Eastwood - Gli spietati (Unforgiven)
  - Rob Reiner - Codice d'onore (A Few Good Men)
  - James Ivory - Casa Howard (Howards End)
  - Robert Altman - I protagonisti (The Player)
  - Robert Redford - In mezzo scorre il fiume (A River Runs Through It)
- 1994
  - Steven Spielberg - Schindler's List - La lista di Schindler (Schindler's List)
  - Martin Scorsese - L'età dell'innocenza (The Age of Innocence)
  - Andrew Davis - Il fuggitivo (The Fugitive)
  - Jane Campion - Lezioni di piano (The Piano)
  - James Ivory - Quel che resta del giorno (The Remains of the Day)
- 1995
  - Robert Zemeckis - Forrest Gump
  - Edward Zwick - Vento di passioni (Legends of the Fall)
  - Oliver Stone - Assassini nati - Natural Born Killers (Natural Born Killers)
  - Quentin Tarantino - Pulp Fiction
  - Robert Redford - Quiz Show
- 1996
  - Mel Gibson - Braveheart - Cuore impavido (Braveheart)
  - Rob Reiner - Il presidente - Una storia d'amore (The American President)
  - Ron Howard - Apollo 13
  - Martin Scorsese - Casinò (Casino)
  - Mike Figgis - Via da Las Vegas (Leaving Las Vegas)
  - Ang Lee - Ragione e sentimento (Sense and Sensibility)
- 1997
  - Miloš Forman - Larry Flynt - Oltre lo scandalo (The People vs. Larry Flynt)
  - Anthony Minghella - Il paziente inglese (The English Patient)
  - Alan Parker - Evita
  - Joel Coen - Fargo
  - Scott Hicks - Shine
- 1998
  - James Cameron - Titanic
  - Steven Spielberg - Amistad
  - James L. Brooks - Qualcosa è cambiato (As Good as It Gets)
  - Jim Sheridan - The Boxer
  - Curtis Hanson - L.A. Confidential
- 1999
  - Steven Spielberg - Salvate il soldato Ryan (Saving Private Ryan)
  - Shekhar Kapur - Elizabeth
  - Robert Redford - L'uomo che sussurrava ai cavalli (The Horse Whisperer)
  - John Madden - Shakespeare in Love
  - Peter Weir - The Truman Show

### 2000
- 2000
  - Sam Mendes - American Beauty
  - Neil Jordan - Fine di una storia (The End of the Affair)
  - Norman Jewison - Hurricane - Il grido dell'innocenza (The Hurricane)
  - Michael Mann - Insider - Dietro la verità (The Insider)
  - Anthony Minghella - Il talento di Mr. Ripley (The Talented Mr. Ripley)
- 2001
  - Ang Lee - La tigre e il dragone (Wo hu cang long)
  - Steven Soderbergh - Erin Brockovich - Forte come la verità (Erin Brockovich)
  - Ridley Scott - Il gladiatore (Gladiator)
  - István Szabó - Sunshine
  - Steven Soderbergh - Traffic
- 2002
  - Robert Altman - Gosford Park
  - Steven Spielberg - A.I. - Intelligenza artificiale (A.I. Artificial Intelligence)
  - Ron Howard - A Beautiful Mind
  - Peter Jackson - Il Signore degli Anelli: La Compagnia dell'Anello (The Lord of the Rings: The Fellowship of the Ring)
  - Baz Luhrmann - Moulin Rouge!
  - David Lynch - Mulholland Drive (Mulholland Dr.)
- 2003
  - Martin Scorsese - Gangs of New York
  - Alexander Payne - A proposito di Schmidt (About Schmidt)
  - Rob Marshall - Chicago
  - Stephen Daldry - The Hours
  - Spike Jonze - Il ladro di orchidee (Adaptation.)
  - Peter Jackson - Il Signore degli Anelli - Le due torri (The Lord of the Rings: The Two Towers)
- 2004
  - Peter Jackson - Il Signore degli Anelli - Il ritorno del re (The Lord of the Rings: The Return of the King)
  - Sofia Coppola - Lost in Translation - L'amore tradotto (Lost in Translation)
  - Clint Eastwood - Mystic River
  - Anthony Minghella - Ritorno a Cold Mountain (Cold Mountain)
  - Peter Weir - Master and Commander - Sfida ai confini del mare (Master and Commander: The Far Side of the World)
- 2005
  - Clint Eastwood - Million Dollar Baby
  - Marc Forster - Neverland - Un sogno per la vita (Finding Neverland)
  - Mike Nichols - Closer
  - Alexander Payne - Sideways - In viaggio con Jack (Sideways)
  - Martin Scorsese - The Aviator
- 2006
  - Ang Lee - I segreti di Brokeback Mountain (Brokeback Mountain)
  - Woody Allen - Match Point
  - George Clooney - Good Night, and Good Luck.
  - Peter Jackson - King Kong
  - Fernando Meirelles - The Constant Gardener - La cospirazione (The Constant Gardener)
  - Steven Spielberg - Munich
- 2007
  - Martin Scorsese - The Departed - Il bene e il male (The Departed)
  - Clint Eastwood - Flags of Our Fathers
  - Clint Eastwood - Lettere da Iwo Jima (Letters from Iwo Jima)
  - Stephen Frears - The Queen - La regina (The Queen)
  - Alejandro González Iñárritu - Babel
- 2008
  - Julian Schnabel - Lo scafandro e la farfalla (Le scaphandre et le papillon)
  - Tim Burton - Sweeney Todd - Il diabolico barbiere di Fleet Street (Sweeney Todd)
  - Ethan Coen e Joel Coen - Non è un paese per vecchi (No Country for Old Men)
  - Ridley Scott - American Gangster
  - Joe Wright - Espiazione (Atonement)
- 2009
  - Danny Boyle - The Millionaire (Slumdog Millionaire)
  - Stephen Daldry - The Reader - A voce alta (The Reader)
  - David Fincher - Il curioso caso di Benjamin Button (The Curious Case of Benjamin Button)
  - Ron Howard - Frost/Nixon - Il duello (Frost/Nixon)
  - Sam Mendes - Revolutionary Road

### 2010
- 2010
  - James Cameron - Avatar
  - Kathryn Bigelow - The Hurt Locker
  - Clint Eastwood - Invictus - L'invincibile (Invictus)
  - Jason Reitman - Tra le nuvole (Up in the Air)
  - Quentin Tarantino - Bastardi senza gloria (Inglourious Basterds)
- 2011
  - David Fincher - The Social Network
  - Darren Aronofsky - Il cigno nero (Black Swan)
  - Tom Hooper - Il discorso del re (The King's Speech)
  - Christopher Nolan - Inception
  - David O. Russell - The Fighter
- 2012
  - Martin Scorsese - Hugo Cabret (Hugo)
  - Woody Allen - Midnight in Paris
  - George Clooney - Le idi di marzo (The Ides of March)
  - Michel Hazanavicius - The Artist
  - Alexander Payne - Paradiso amaro (The Descendants)
- 2013
  - Ben Affleck - Argo
  - Kathryn Bigelow - Zero Dark Thirty 
  - Ang Lee - Vita di Pi (Life of Pi)
  - Steven Spielberg - Lincoln
  - Quentin Tarantino - Django Unchained
- 2014
  - Alfonso Cuarón - Gravity
  - Paul Greengrass - Captain Phillips - Attacco in mare aperto (Captain Phillips)
  - Steve McQueen - 12 anni schiavo (12 Years a Slave)
  - Alexander Payne - Nebraska
  - David O. Russell - American Hustle - L'apparenza inganna (American Hustle)
- 2015
  - Richard Linklater - Boyhood
  - Wes Anderson - Grand Budapest Hotel (The Grand Budapest Hotel)
  - Ava Duvernay - Selma - La strada per la libertà (Selma)
  - David Fincher - L'amore bugiardo - Gone Girl (Gone Girl)
  - Alejandro González Iñárritu - Birdman
- 2016
  - Alejandro González Iñárritu - Revenant - Redivivo (The Revenant)
  - Todd Haynes - Carol
  - Tom McCarthy - Il caso Spotlight (Spotlight)
  - George Miller - Mad Max: Fury Road
  - Ridley Scott - Sopravvissuto - The Martian (The Martian)
- 2017
  - Damien Chazelle - La La Land
  - Tom Ford - Animali notturni (Nocturnal Animals)
  - Mel Gibson - La battaglia di Hacksaw Ridge (Hacksaw Ridge)
  - Barry Jenkins - Moonlight
  - Kenneth Lonergan - Manchester by the Sea
- 2018
  - Guillermo del Toro - La forma dell'acqua - The Shape of Water (The Shape of Water)
  - Martin McDonagh - Tre manifesti a Ebbing, Missouri (Three Billboards Outside Ebbing, Missouri)
  - Christopher Nolan - Dunkirk
  - Ridley Scott - Tutti i soldi del mondo (All the Money in the World)
  - Steven Spielberg - The Post
- 2019
  - Alfonso Cuarón - Roma
  - Bradley Cooper - A Star Is Born
  - Peter Farrelly - Green Book
  - Spike Lee - BlacKkKlansman
  - Adam McKay - Vice - L'uomo nell'ombra (Vice)

### 2020
- 2020
  - Sam Mendes - 1917
  - Bong Joon-ho - Parasite (Gisaenchung)
  - Todd Phillips - Joker
  - Martin Scorsese - The Irishman
  - Quentin Tarantino - C'era una volta a... Hollywood (Once Upon a Time... in Hollywood)
- 2021
  - Chloé Zhao - Nomadland
  - Emerald Fennell - Una donna promettente (Promising Young Woman)
  - David Fincher - Mank
  - Regina King - Quella notte a Miami... (One night in Miami...)
  - Aaron Sorkin - Il processo ai Chicago 7 (The Trial of the Chicago 7)
- 2022
  - Jane Campion - Il potere del cane (The Power of the Dog)
  - Kenneth Branagh - Belfast
  - Maggie Gyllenhaal - La figlia oscura (The Lost Daughter)
  - Steven Spielberg - West Side Story
  - Denis Villeneuve - Dune
- 2023
  - Steven Spielberg - The Fabelmans
  - James Cameron - Avatar - La via dell'acqua (Avatar: The Way of Water)
  - Daniel Kwan e Daniel Scheinert - Everything Everywhere All at Once
  - Baz Luhrmann - Elvis
  - Martin McDonagh - Gli spiriti dell'isola (The Banshees of Inisherin)
- 2024
  - Christopher Nolan – Oppenheimer
  - Bradley Cooper – Maestro
  - Greta Gerwig – Barbie
  - Yorgos Lanthimos – Povere creature! (Poor Things)
  - Martin Scorsese – Killers of the Flower Moon
  - Celine Song – Past Lives
- 2025
  - Brady Corbet – The Brutalist
  - Jacques Audiard – Emilia Pérez
  - Sean Baker – Anora
  - Edward Berger – Conclave
  - Coralie Fargeat – The Substance
  - Payal Kapadiya – All We Imagine As Light - Amore a Mumbai (All We Imagine as Light)

## Plurivincitori
Ecco di seguito la lista dei registi plurivincitori di un Golden Globe per il miglior regista in un film drammatico:
| 4                      | /                      | Elia Kazan       | 1948, 1955, 1957, 1964 |   |              |            |
| 3                      | Regno Unito (bandiera) | David Lean       | 1957, 1962, 1966       |   |              |            |
| 3                      | /                      | Miloš Forman     | 1975, 1984, 1996       |   |              |            |
| 3                      | Stati Uniti (bandiera) | Oliver Stone     | 1987, 1990, 1992       |   |              |            |
| 3                      | Stati Uniti (bandiera) | Clint Eastwood   | 1989, 1993, 2005       |   |              |            |
| 3                      | Stati Uniti (bandiera) | Martin Scorsese  | 2003, 2007, 2012       |   |              |            |
| Stati Uniti (bandiera) | Steven Spielberg       | 1994, 1999, 2023 | 2                      | / | Billy Wilder | 1946, 1951 |
| /                      | John Huston            | 1949, 1986       | 2                      |   |              |            |
| /                      | Fred Zinnemann         | 1954, 1967       | 2                      |   |              |            |
| Stati Uniti (bandiera) | William Friedkin       | 1972, 1974       | 2                      |   |              |            |
| Stati Uniti (bandiera) | Francis Ford Coppola   | 1973, 1980       | 2                      |   |              |            |
| Canada (bandiera)      | James Cameron          | 1998, 2010       | 2                      |   |              |            |
| Regno Unito (bandiera) | Sam Mendes             | 2000, 2020       | 2                      |   |              |            |
| Taiwan (bandiera)      | Ang Lee                | 2001, 2006       | 2                      |   |              |            |
| Messico (bandiera)     | Alfonso Cuarón         | 2014, 2019       | 2                      |   |              |            |